# Plaza de España (Sevilla)
Die Plaza de España ist einer der bekanntesten Plätze in Sevilla, Spanien. Als Sevilla 1929 die Exposición Iberoamericana veranstaltete, wurden viele Gebäude für die Ausstellung im Parque de la Maria Luisa errichtet, unter diesen die Plaza de España von Aníbal González Álvarez-Ossorio (der ebenfalls leitender Architekt der Gesamtveranstaltung war). Von „Gebäude“ wird hier deshalb gesprochen, weil der Platz durch ein halbkreisförmiges Gebäude im Neomudéjarstil, das sich nahtlos um den Platz legt, erst gebildet wurde. Der Halbkreis hat einen Durchmesser von 200 Metern und soll eine Umarmung der ehemaligen lateinamerikanischen Kolonien durch Spanien symbolisieren. Außerdem zeigt die Öffnung des Halbkreises in Richtung Fluss, als Parabel für den Weg, dem man folgen muss, um nach Amerika zu gelangen.
An seiner Erbauung arbeiteten mehr als tausend Arbeiter zur gleichen Zeit. Der Bau begann bereits 1924 und wurde vom Architekten Vicente Traver im Jahr 1928 vollendet, nachdem Aníbal González als leitender Architekt der Ausstellung zurückgetreten war.

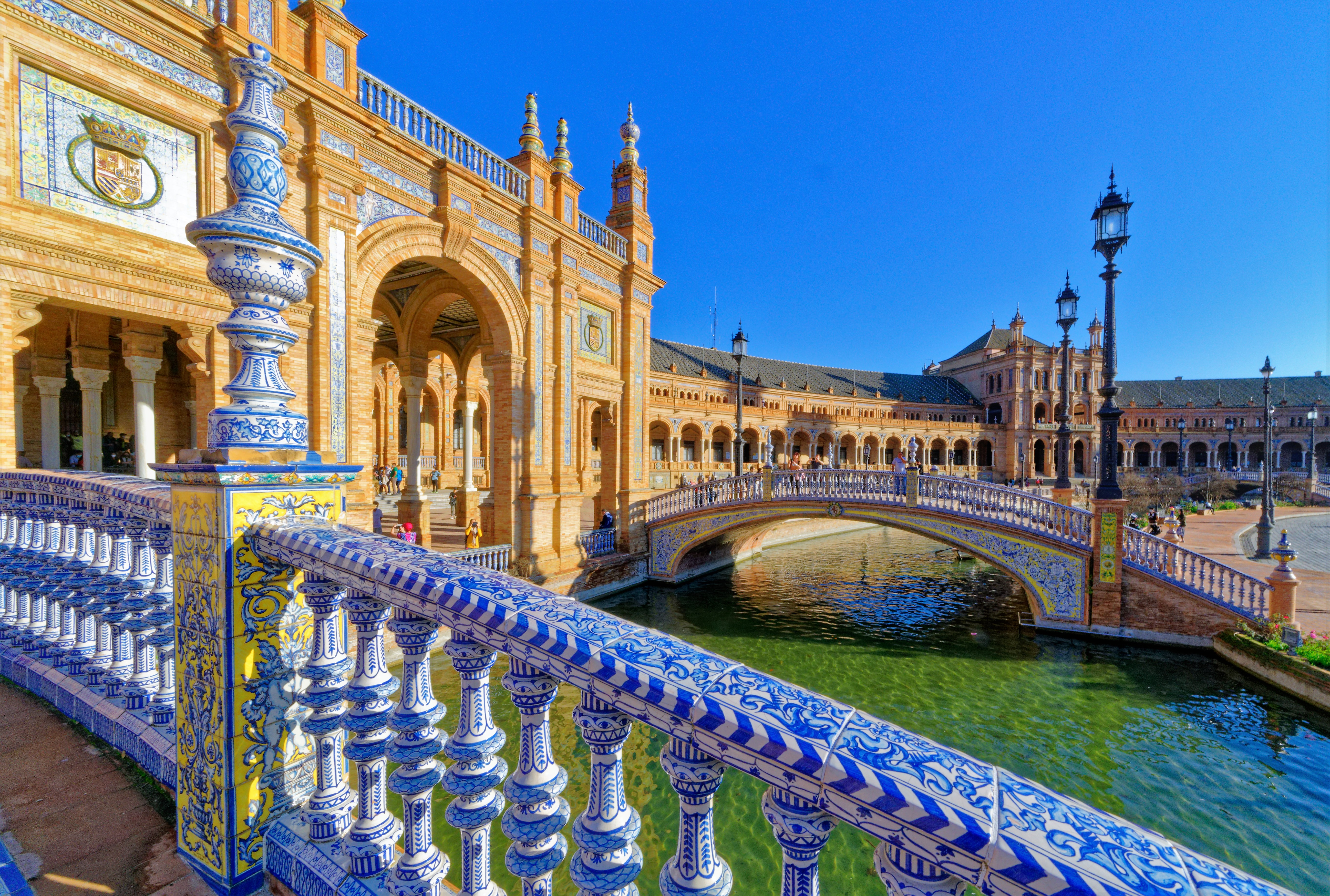
Keramik schmückt die Brücken
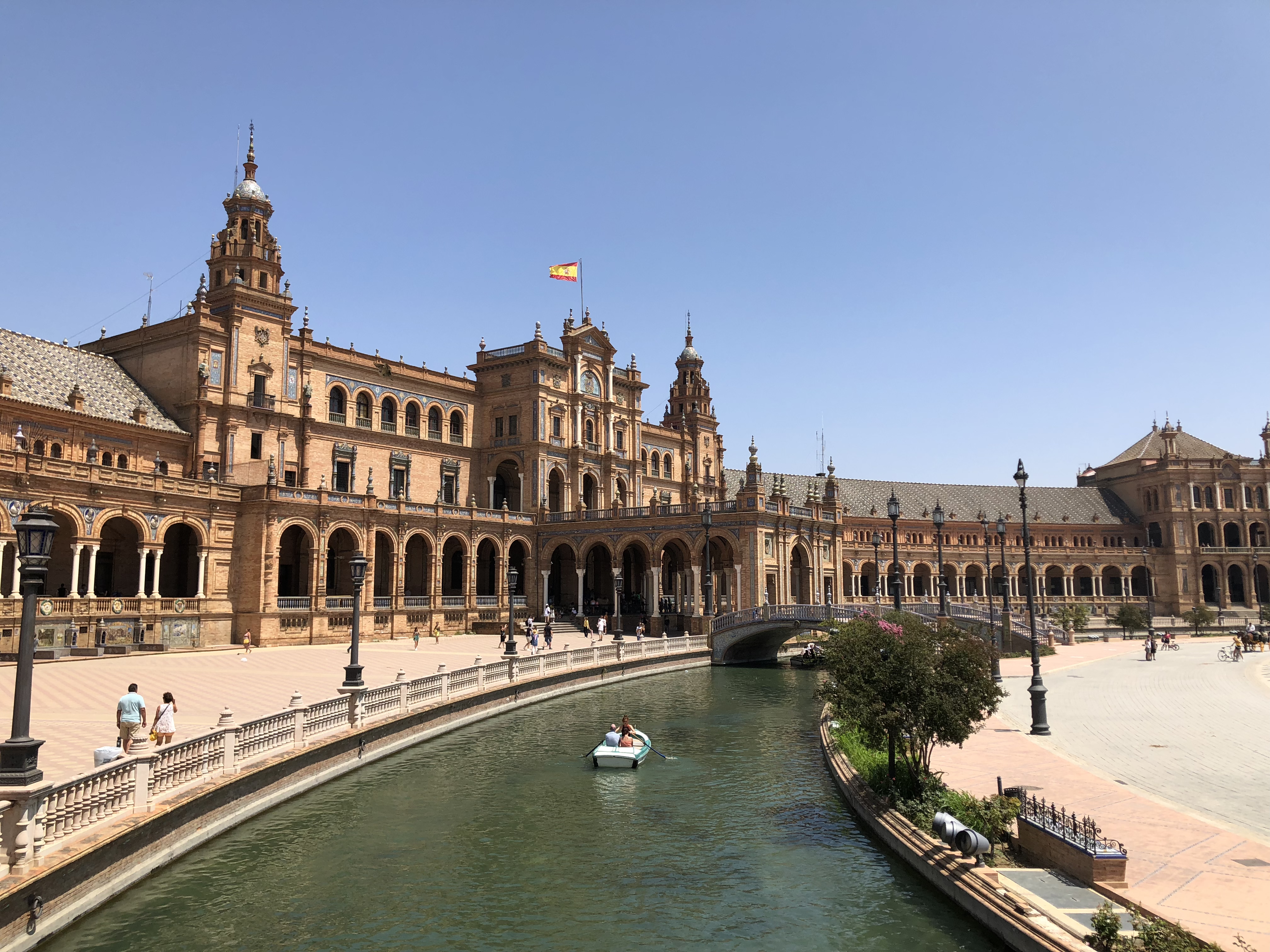
Detailansicht
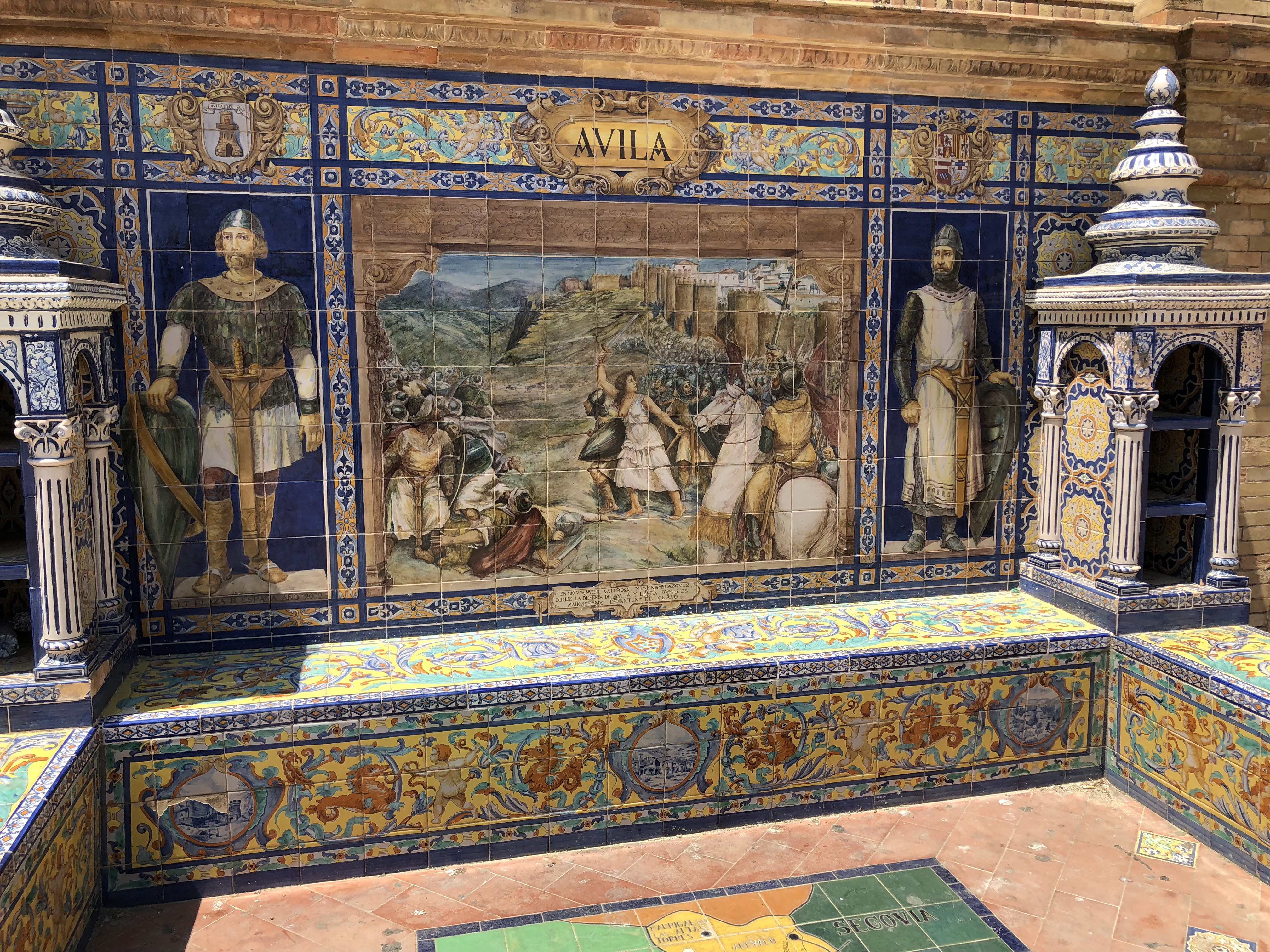
Details der Ornamentik
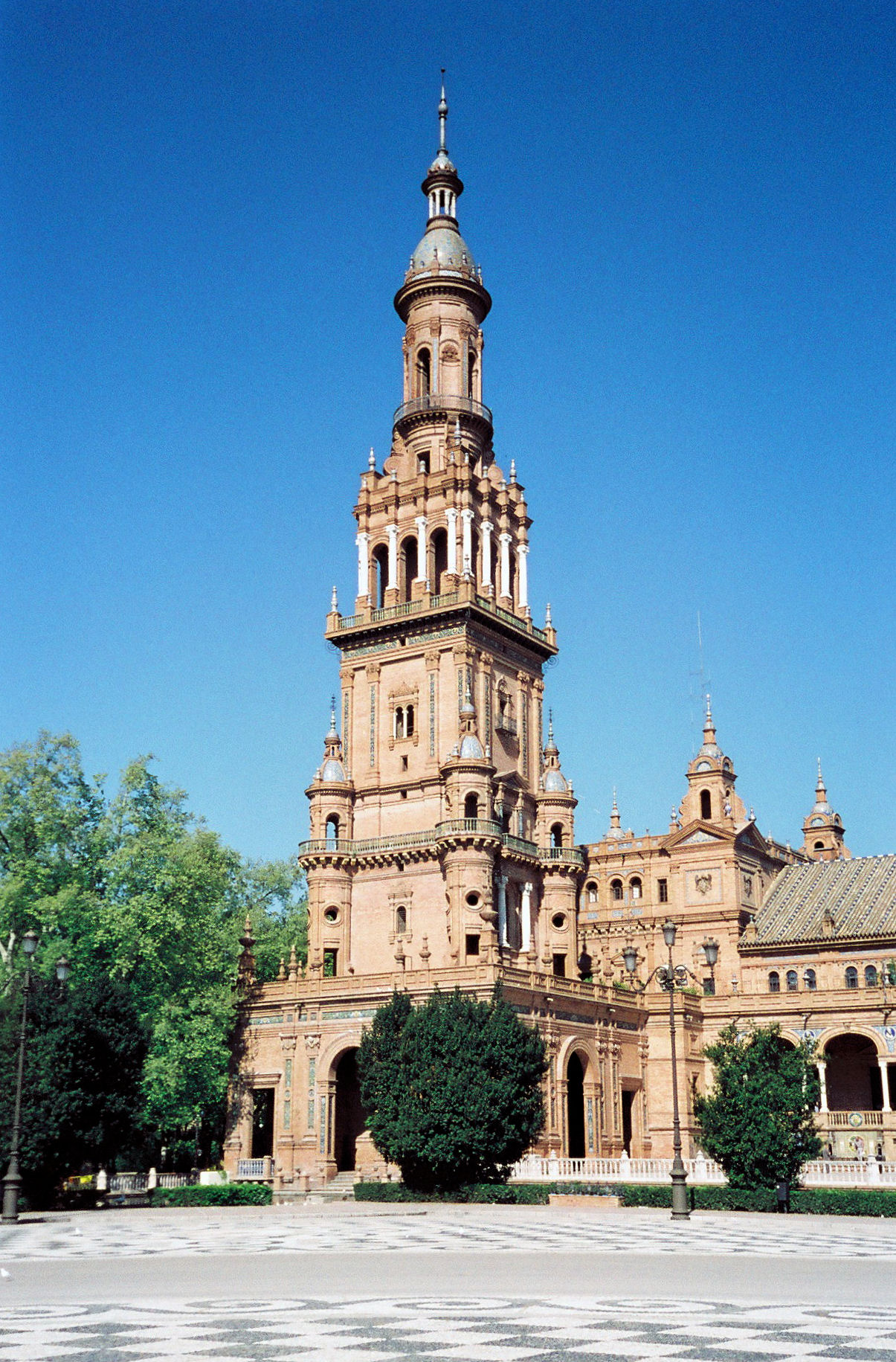
Der Nordturm (Torre Norte)
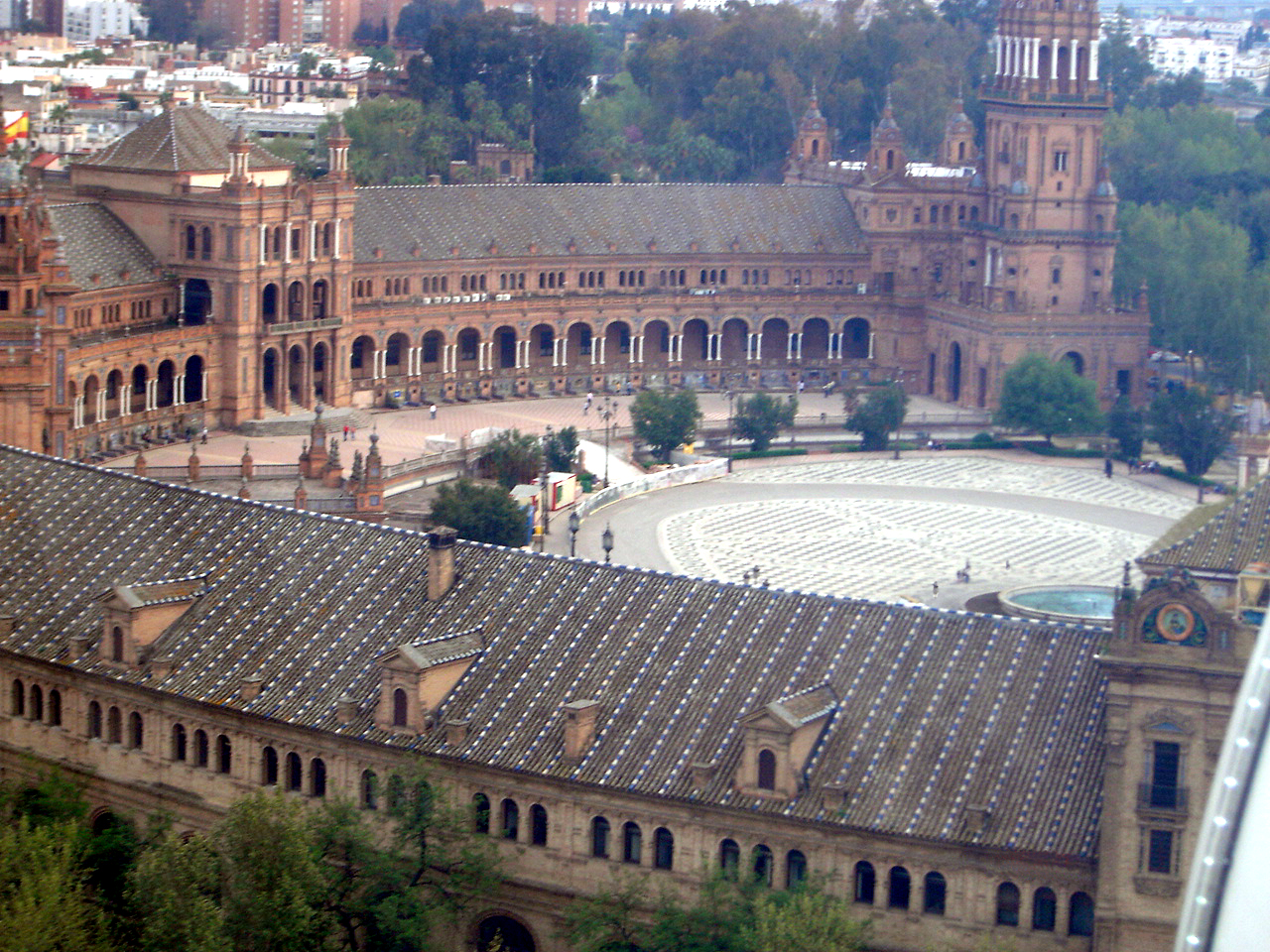
Luftbild der Plaza de España
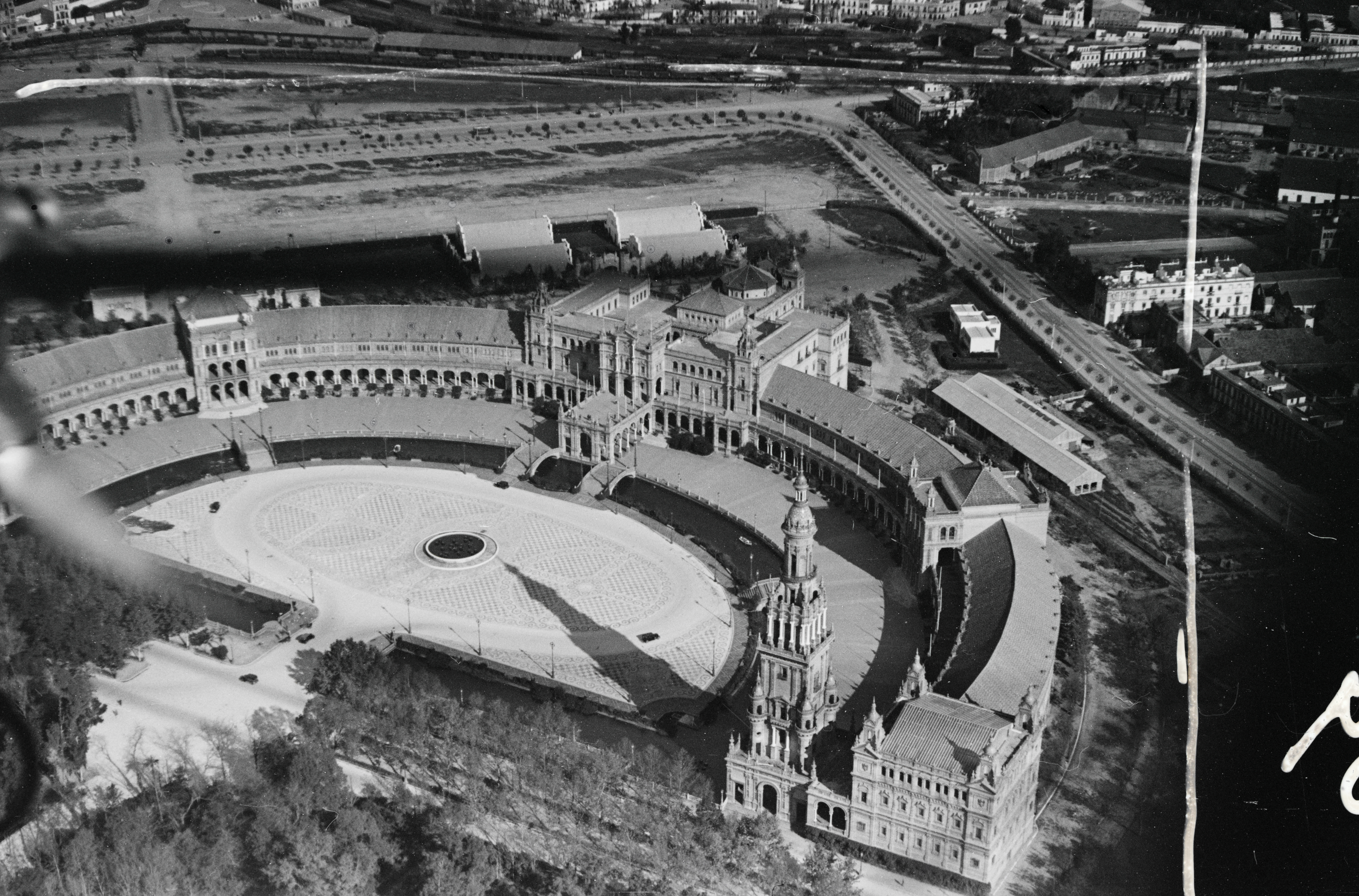
Luftaufnahme von 1932

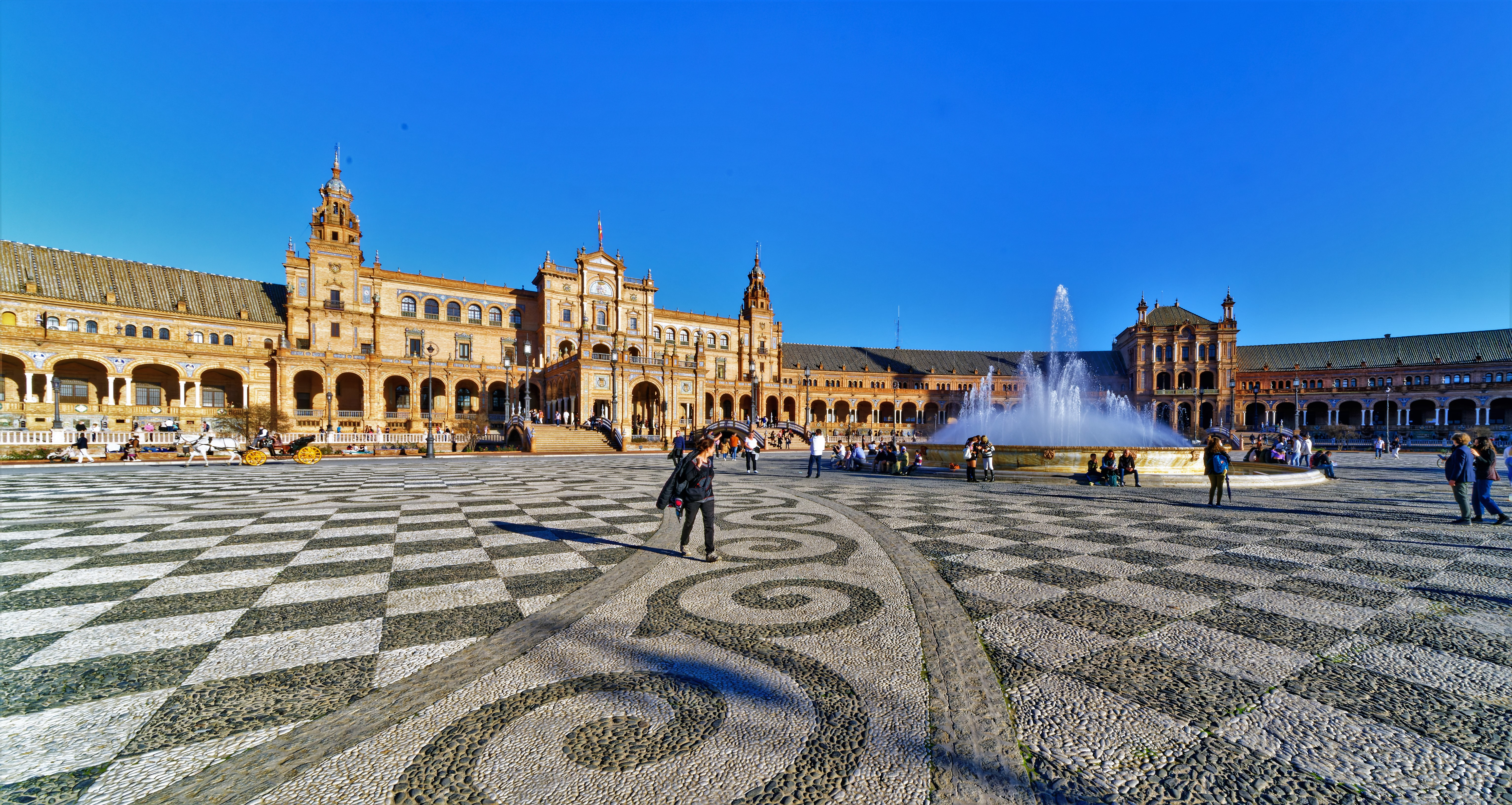

Die Oberfläche des Platzes beträgt 50.000 m², von denen 19.000 m² bebaut sind und die restlichen 31.000 m² offene Fläche darstellen. Ringsum befindet sich ein Kanal mit 515 Meter Länge. Dieser wird überquert von 4 Brücken, welche die vier alten Königreiche Spaniens (Kastilien, León, Aragón und Navarra) repräsentieren sollen.
Das Gebäude ist versehen mit Klinkern, Marmor und Keramiken, die ihm ein Aussehen in einer verspielten Mischung zwischen Renaissance und Barock verleihen. An den Wänden befinden sich eine Reihe von Kachelornamenten (Azulejos), welche an die 48 spanischen Provinzen erinnern sollen und in alphabetischer Reihenfolge angeordnet sind. Dabei stellen sie Landkarten der Provinzen, Mosaike mit historischen Begebenheiten sowie die Wappen der Hauptstädte jeder Provinz dar. Der Platz war damit das insgesamt teuerste Ausstellungselement der Veranstaltung.
Die Plaza de España wurde vielfach als Szenerie für Filmdreharbeiten genutzt, etwa in Lawrence von Arabien als Cairo Great Britain Army Headquarters, in Star Wars: Episode II – Angriff der Klonkrieger als Königlicher Palast von Theed auf dem Planeten Naboo, wobei die Szenen später digital nachbearbeitet und verändert wurden, und in Der Diktator als Schauplatz des fiktiven Wüstenstaates Wadyia. 2017 wurde die Plaza deshalb in die Liste der Schätze der europäischen Filmkultur aufgenommen. Auch für die Netflix-Serie Kaos (2024) wurde der Platz und das Gebäude für die Dreharbeiten genutzt.

## Sonstiges
- In Dan Browns Roman Diabolus spielt die erste Szene auf der Plaza de España.
- In den Gebäuden der Plaza ist auch das Militärmuseum Sevillas untergebracht, u. a. mit einer der wenigen erhaltenen Transporttruhen der Kolonialzeit des 16. Jahrhunderts.